# Clear Lake, Minnesota
Clear Lake är en ort i Sherburne County i Minnesota. Vid 2010 års folkräkning hade Clear Lake 545 invånare.